# 歴史の補助学
歴史の補助学 もしくは、歴史の補助科学（英: auxiliary sciences of history）とは、歴史的な情報源、科学的な解析により歴史研究を補助する学問大系のことである。これらの歴史補助学は、16世紀から19世紀の好古家たちの間で扱われていた。19世紀中ごろに入りバルトホルト・ゲオルク・ニーブールやレオポルト・フォン・ランケによって、実証主義的な研究法が歴史研究の世界に導入されることとなった。

## 歴史補助学とされるもの
- 考古学：古代の史跡や遺物の研究
- 編年：歴史上の出来事を体系づけ検討する学問
- 数量経済史：歴史を経済や数字の側面から検討する学問
- 写本学（英語版）：物体としての本を研究する学問
- 古文書学：歴史的な文書である古文書と文章の研究
- 碑文研究：古代から残されている碑文の研究
- 軍装研究（英語版）：勲章、軍服、軍の階級についての研究
- 系譜学：家系の研究
- 紋章学：紋章の意匠に関する研究
- 貨幣学：貨幣に関する研究
- 固有名詞学：人名や地名などの固有名詞に関する研究
- 切手：切手に関する研究
- 文献学：過去の文章、言語を扱う学問
- プロソポグラフィ：人間関係や出生や自筆文書などを追跡し、当時の政治力学を調査する歴史学研究法
- 印章学：封蝋などに関する研究
- 統計学：歴史データ、収集物などの解析に関する研究
- 地理学：空間ならびに自然と、経済・社会・文化等との関係を対象とする学問
- 地名学：地名の研究
- 史学史：過去の歴史家の歴史の調査法、考え方を研究する学問
- 美術史：芸術の歴史についての学問、イコノロジー/図像学などの解析も行われる。
- 歴史言語学：言語の歴史変遷を研究する学問
- 音楽史：音楽の歴史についての学問
- 建築史：建築の歴史についての学問
- 文化史：文化の歴史についての学問
- 政治史：政治の歴史についての学問
- 民俗学：伝承などについて研究する学問
- パピルス学
- 金石学

など、歴史にかかわる学問全般が歴史認識に必要な補助学と考えられる。